# Гней Фавстін Секст Юлій Север
Гней Мініцій Фавстін Секст Юлій Север (лат. Gnaeus Minicius Faustinus Sextus Iulius Severus; ? — після 136) — державний та військовий діяч Римської імперії, консул-суффект 127 року.

## Життєпис
Походив з родів Мініціїв та Юліїв Северів з Далмації. Військову службу розпочав за імператора Траяна. У 119 році його призначено імператорським легатом-пропретором провінції Верхня Дакія. У 127 році став консулом-суффектом разом з Луцієм Емілієм Юнком.
З 128 до 131 року як імператорський легат-пропретор керував провінціями Нижня Мезія, у 131—132 роках — Британією. У 133 році призначено імператорським легатом-пропретором Юдеї. Брав участь у придушенні повстання в Юдеї. За успішні дії (завдав у 135 році низку тяжких поразок) проти повсталих отримав тріумфальні відзнаки. У 136 році призначений імператорським легатом-пропретором Сирії та Палестини. Про подальшу долю немає відомостей.